# Konrad II. (Oels)
Konrad II. von Oels (* 1338/1340; † 10. Juni 1403 in Trebnitz) war von 1366 bis zu seinem Tod Herzog von Oels und Cosel und ab 1369 Herzog von halb Beuthen. Ab 1394 war er Herzog von halb, 1397 von ganz Steinau. Er entstammte dem Glogauer Zweig der Schlesischen Piasten.

## Leben
Konrads II. Eltern waren Konrad I. von Oels († 1366) und dessen zweite Frau Euphemia, eine Tochter des Herzogs Wladislaus von Beuthen–Cosel. 1354 vermählte er sich mit Agnes († 1371), einer Tochter des Teschener Herzogs Kasimir I. Der Ehe entstammte der einzige Sohn Konrad III. († 1412/1413).
Nach dem Tod seines gleichnamigen Vaters erbte Konrad II., der keine weiteren Geschwister hatte, dessen ansehnlichen Besitz. Der von seinem Vater geführte jahrelange Erbstreit um das Erbe des Herzogs Boleslaus von Beuthen-Cosel, das 1354/55 als erledigtes Lehen an die Krone Böhmen heimgefallen war, wurde zwar schon 1355 dahingehend beigelegt, dass Konrad I. das Herzogtum Cosel zugesprochen wurde. Der noch ausstehende Streit um das Herzogtum Beuthen wurde jedoch erst nach Konrads I. Tod 1369 beigelegt. Danach fiel halb Beuthen mit dem nördlichen Teil des Herzogtums Beuthen an Euphemia, die Witwe Konrads I., die 1376/78 starb. Von ihr erbte es ihr Sohn Konrad II.
Während seiner Regierungszeit war Konrad II. bestrebt, sein Land durch Hinzukäufe zu vergrößern. Schon 1370 erwarb er von Euphemia († 1411), einer Tochter seines Onkels Boleslaus von Beuthen-Cosel, die mit dem Münsterberger Herzog Bolko III. verheiratet war, einen Teil von Gleiwitz. Von deren Mann Bolko III. erwarb er 1379 Stadt und Weichbild Kanth. Die verschuldeten Troppauer Herzöge versetzten ihm 1385 Hultschin, Kranowitz und Zuckmantel, die er mit seinem Herzogtum Cosel verband. Wegen Überschuldung verkaufte ihm 1394 der Glogauer Herzog Heinrich VIII. Sperling halb Steinau, dessen zweite Hälfte 1397 auch an Konrad II. gelangte.
1380 berief Konrad II. Benediktinermönche des Prager Emmausklosters in seine Residenzstadt Oels. Zum Bau der Abtei und der Klosterkirche übergab er ihnen ein Gelände am Nordrand der Stadt.
Konrad II. starb 1403 in Trebnitz. Nachfolger und Erbe der ausgedehnten Besitzungen wurde sein einziger Sohn Konrad III., der jedoch schon zehn Jahre später starb.